# П'єтро Аретіно
П'є́тро Ареті́но (італ. Pietro Aretino; 19 квітня 1492, Ареццо — 21 жовтня 1556, Венеція) — італійський письменник-гуманіст кінця епохи Відродження.
Боровся проти феодально-католицької реакції. За сміливі виступи проти монархів та Ватикану його прозвали «бичем королів». Аретіно — один із засновників публіцистики в Італії і взагалі в Європі.
У своїх комедіях «Придворне життя» (1526), «Лицемір» (1542), трагедії «Горацій» (1546), пародійній поемі «Орландіно», у віршах і публіцистичних творах (памфлети, листи, «бесіди», сатиричні «пророцтва») Аретіно викривав пороки аристократії та духівництва.

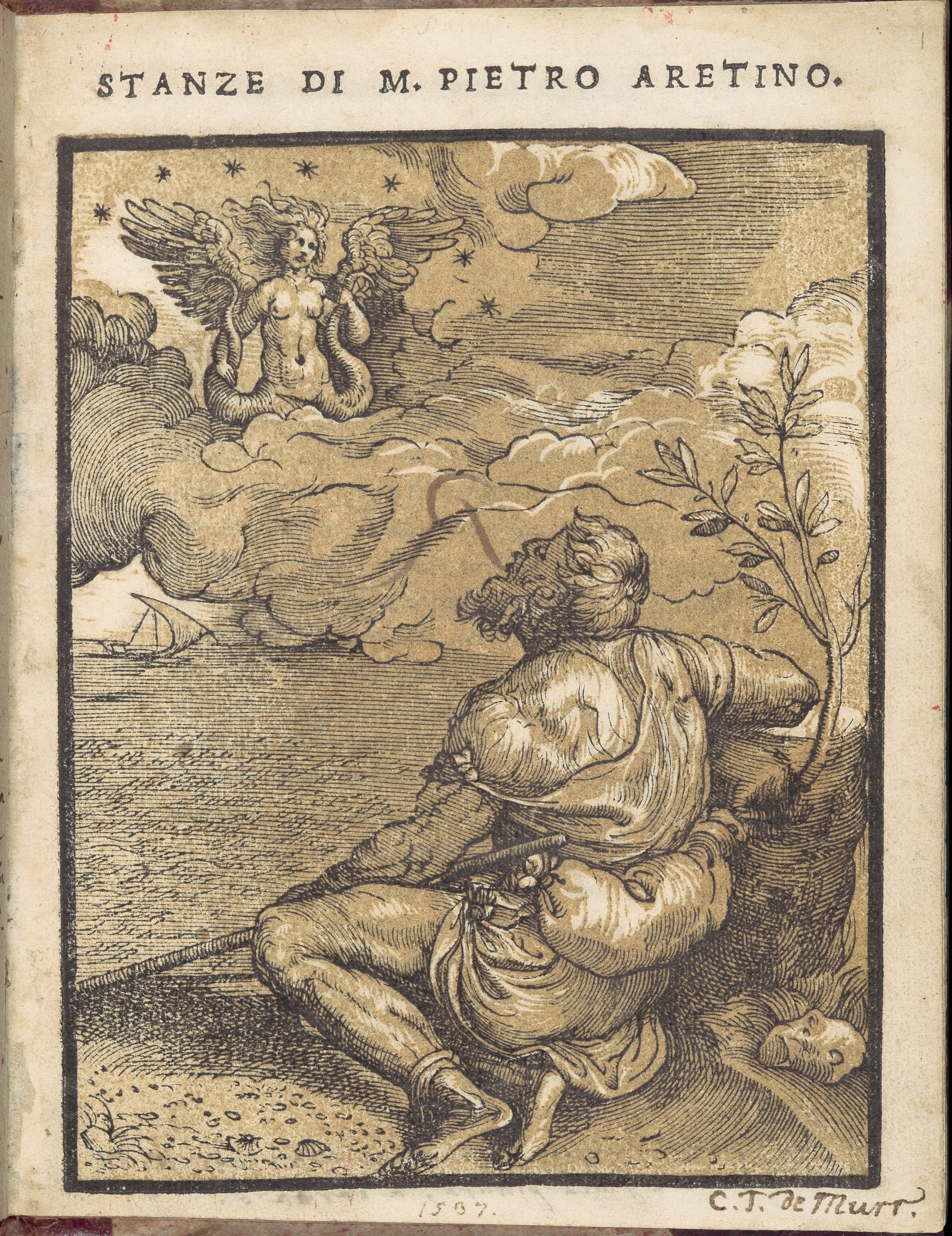
Stanze di M. Pietro Aretino, 1537

## Особисте життя
Аретіно любив чоловіків, називаючи себе «содомітом» з народження. У листі до Джованні де Медічі, написаному в 1524 році, Аретіно додав сатиричний вірш, у якому йшлося про те що через раптове відхилення він «закохався в кухарку і тимчасово перейшов з хлопців на дівчат…». («Мій дорогий хлопчику»). За словами мистецтвознавця Ксав'є Саломона «сексуальні надмірності Аретіно [були] спрямовані в рівній мірі як на жінок, так і на чоловіків… Молоді об'єкти його інтересів були відомі як „аретіни“ та „аретіні“ (дівчата Аретіно та хлопці Аретіно)» У своїй комедії «Маршал» (італ. Il marescalco) головний герой надзвичайно радий дізнатися, що жінка, з якою його змусили одружитися, насправді є переодягненим хлопчиком-пажем. Перебуваючи при дворі в Мантуї, він закохався в молодого чоловіка на ім'я Б'янкіно і роздратував герцога Федеріко проханням просити хлопця про прихильність до письменника.